# Memorial Art Gallery
La Memorial Art Gallery est un musée d'art à Rochester, dans l'État de New York, aux États-Unis. Fondée en 1913, elle fait partie de l'université de Rochester.

## Collections
- William Bouguereau : Jeune Prêtresse, 1902
- Georges Braque : Nature morte à la pipe, 1913
- Paul Cézanne : La Baie de l'Estaque vue de l'est, vers 1878-1882
- Jean-Léon Gérôme : Intérieur d'une mosquée, 1890-1899
- Le Greco : L'Apparition de la Vierge à saint Hyacinthe, vers 1605-1610
- Jean-Auguste-Dominique Ingres : Portrait de Pierre-François Bernier, 1800
- Henri Matisse : Vénitienne, 1922-1923

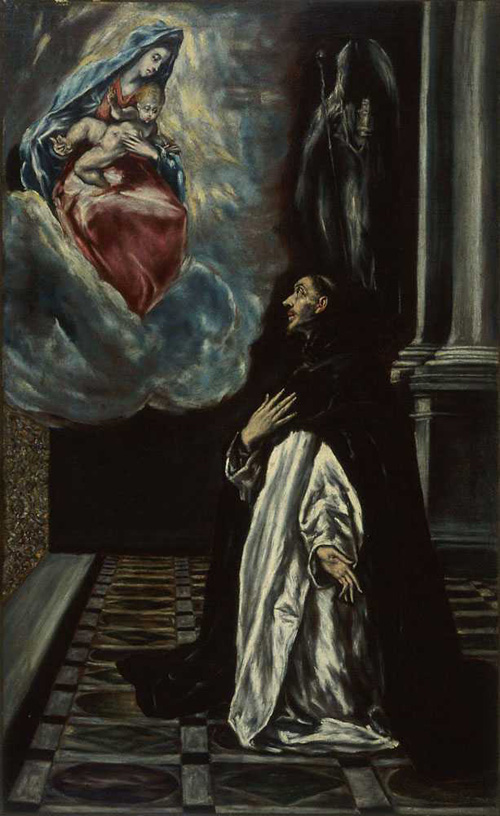
L'Apparition de la Vierge à saint Hyacinthe, Le Greco, vers 1605-1610
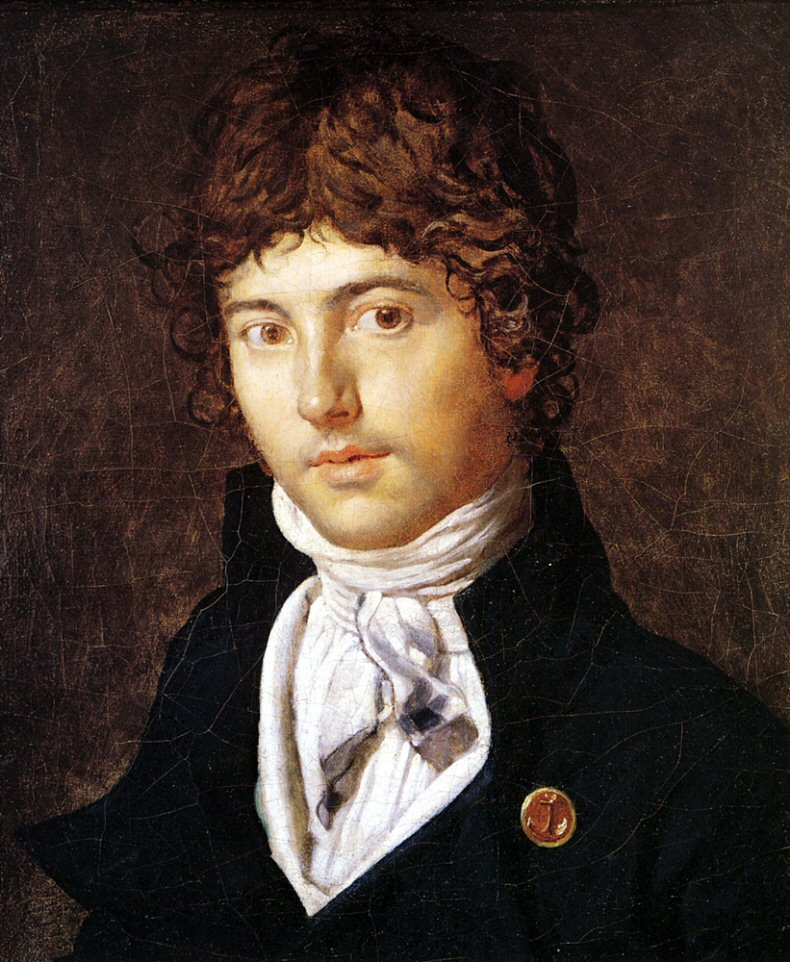
Portrait de Pierre-François Bernier, Jean-Auguste-Dominique Ingres, 1800
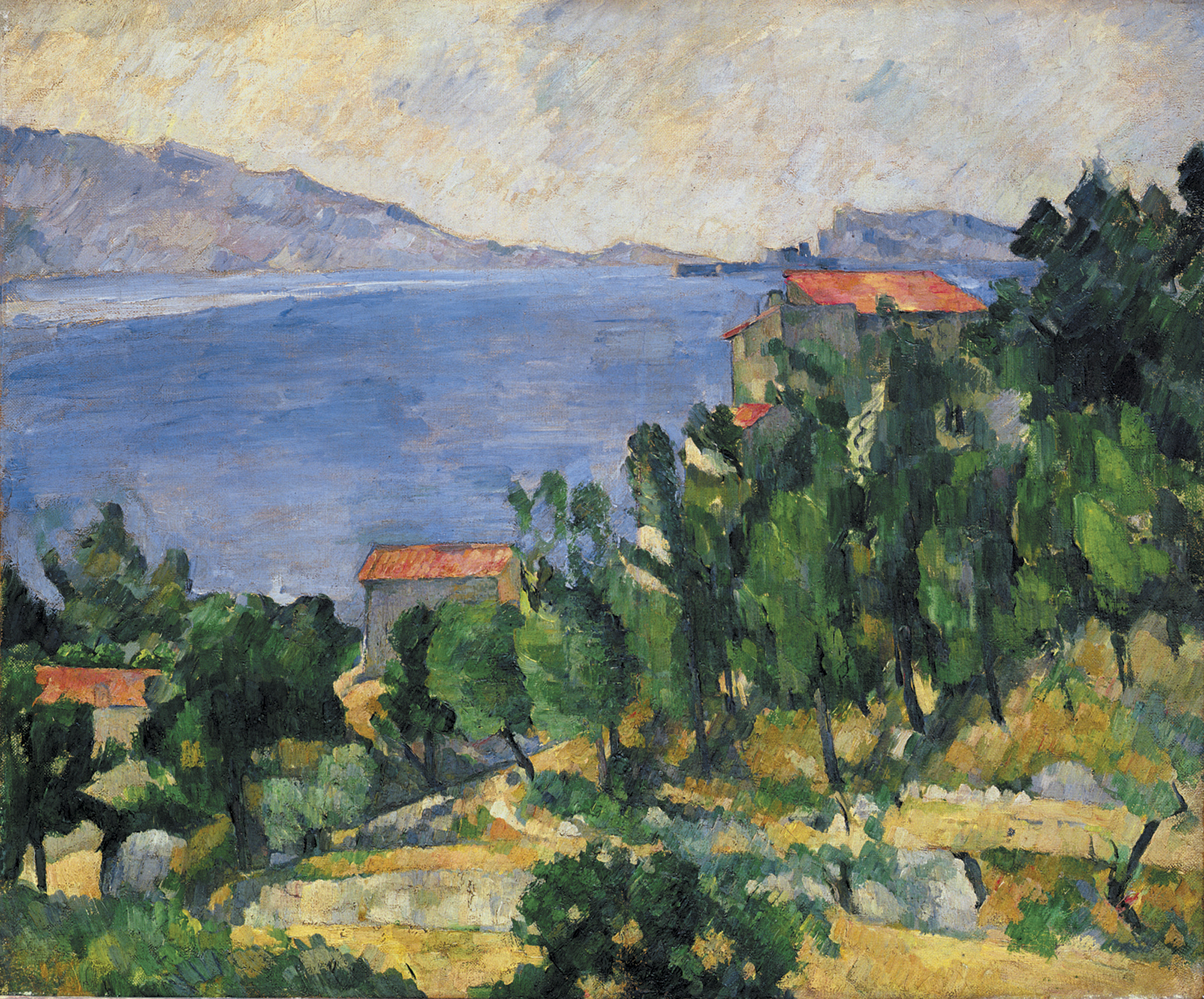
La Baie de l'Estaque vue de l'est, Paul Cézanne, vers 1878-1882
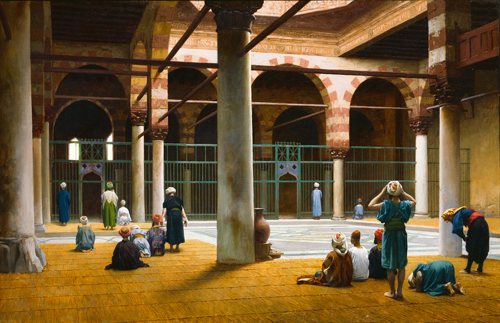
Intérieur d'une mosquée, Jean-Léon Gérôme, 1890-1899
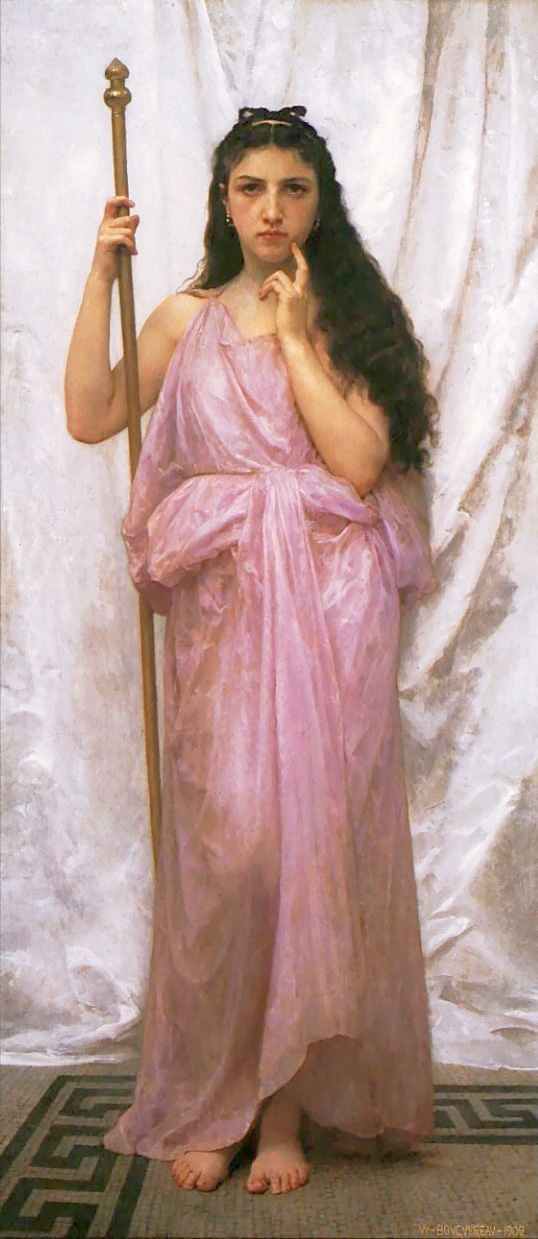
Jeune Prêtresse, William Bouguereau, 1902